# Constituição da República Rio-grandense
A Constituição da República Rio-grandense foi concluída em 1843, após sete anos de declarada a sua independência do Império do Brasil, durante a Revolução Farroupilha.
Foi assinada, "pelo próprio punho de todos os deputados" em Alegrete (quando ainda era vila), em 8 de fevereiro de 1843. Constam no documento, os nomes de José Pinheiro de Ulhôa Cintra, Francisco de Sá Brito, José Mariano de Matos, Serafim dos Anjos França, Domingos José de Almeida. 
Este legado dos farrapos, passou a ser considerado como berço legítimo do Direito Republicano brasileiro.